# Rosa 'Heritage'
Rosa 'Heritage' — сорт английских роз (англ. English Rose).
Регистрационное название: AUSblush.
С 2016 года в России данный сорт не реализуется, поскольку снят с производства. 

## Биологическое описание
Шраб (англ. Shrub). Тетраплоид.
Высота куста 120—130 см. Ширина до 120 см.
Побеги гибкие, шапов нет или мало.
Цветки светло-розовые, махровые, чашевидной формы, диаметром около 8 см. Лепестков около 40. Внешние лепестки почти белые.
Аромат сильный, с оттенками фруктов, мёда и гвоздики, на фоне мирры, согласно другому источнику — лимонный.
Цветение непрерывное.

## Награды
- Modern Shrub Rose. Augusta Rose Society Show, 2001
- Modern Shrub Rose. South Central District Show, 2001
- Modern Shrub Rose. Northeast Georgia Rose Society Show, 1999
- Modern Shrub Rose. Scottsdale Rose Society Show, 1999
- Modern Shrub Rose. West Pasco Rose Society Show, 1999
- Modern Shrub Rose. West Valley Rose Society Show, 1999
- Modern Shrub Rose. El Paso Rose Society Show, 1998
- Modern Shrub Rose. Northwest Arkansas Rose Rustlers Show, 1998
- Modern Shrub Rose. Tidewater Rose Society Show, 1998
- Shrub (ARS). East County Rose Society Show, 2001
- Shrub (ARS). South Central District Show, 1999

## В культуре
Декоративное садовое растение.
Зоны морозостойкости: от 5b (−23.3 °C… −26.1 °C), до 10b (+1.7 °C… +4.4 °C).